# Ostracophyto aristalis
Ostracophyto aristalis är en tvåvingeart som beskrevs av Townsend 1915. Ostracophyto aristalis ingår i släktet Ostracophyto och familjen parasitflugor. Inga underarter finns listade i Catalogue of Life.